# Benkt Jerneck
Benkt Jerneck eller Bengt Jerneck, född 1917, död 2001, var en svensk journalist. Han var redaktör vid Expressen och Dagens Nyheter. Från 1960 var han diplomat vid ambassaden i Köpenhamn och åren 1979-1983 var han generalkonsul i Berlin. Han var svåger till diplomaten David John Edward Ratford som bland annat var brittisk ambassadör i Norge.
Han kom till Norge sommaren 1942 på uppdrag för Tidningarnas Telegrambyrå och var tillsammans med Dag Sandström en av få svenska journalisterna i det ockuperade Norge. Varje gång han var på besök i Stockholm rapporterade han från Norge till den norska legationen. Jerneck rapporterade ocensurerat från Norge till dess han blev utvisad 1943, sedan telefonsamtalen till Sverige avlyssnats. Han fick av en händelse närvara vid rättegången mot fem norrmän som blev dömda till döden. Jerneck beskrev Josef Terboven som en lydig och samvetslös administratör och enligt Jerneck gjorde han det han ansåg var nödvändigt. Terboven var övertygad om att det han gjorde var rätt, oavsett vilka lidanden han vållade andra. Jerneck upplevda tyskarna i Norge som väldisciplinerade utan den ondska han såg hos Gestapo och i Rinnan-gänget. Jerneck betraktade Vidkun Quisling som en narr och nickedocka åt ockupationsmakten. Quisling avböjde att bli intervjuad av Jerneck. Han intervjuade däremot expeditionschefen vid i kyrkodepartementet, Sigmund Feyling, efter judeutvisningen varvid Feyling sade: "Det är en stor lycka för judarna att de nu kan samlas på en plats, så som de så länge har önskat. Det kan kanske för ögonblicket tycka att det var en grym handling, men en dag kommer judarna att tacka oss."
Hösten 1942 skrev Jerneck om utvisningen av judarna från Norge och avslöjade att Wilhelm Wagner var den ansvarige tjänstemannen på tysk sida.
Jerneck tilldelades Haakon VII:s frihetsmedalj 1946. Han vittnade vid de norska rättegångarna efter kriget.